# Dubki (Pskow, Petschory)
Dubki (russisch Дубки) ist ein kleines russisches Dorf am Pleskauer See (südlicher Teil des Peipussees). Dubki gehörte von 1920 bis 1944 zu Estland (Landkreis Setumaa) und wurde 1944 in die Russische SFSR eingegliedert. Heute ist Dubki eine zum Rajon Petschorski der Oblast Pskow gehörende Exklave Russlands. Es besteht keine unmittelbare Landverbindung nach Russland; Verkehr ist nur über das Territorium Estlands möglich und über den Peipussee.
Das Dorf gehört zur Landgemeinde (selskoje posselenije) Kuleiskaja wolost. Das Rajonzentrum, die Kleinstadt Petschory, ist 22 km Luftlinie in südlicher, der Verwaltungssitz der Wolost, das Dorf Kirschino, etwa 5 km in östlicher Richtung entfernt.